# Mystrium silvestrii
Mystrium silvestrii är en myrart som beskrevs av Santschi 1914. Mystrium silvestrii ingår i släktet Mystrium och familjen myror. Inga underarter finns listade i Catalogue of Life.

## Bildgalleri

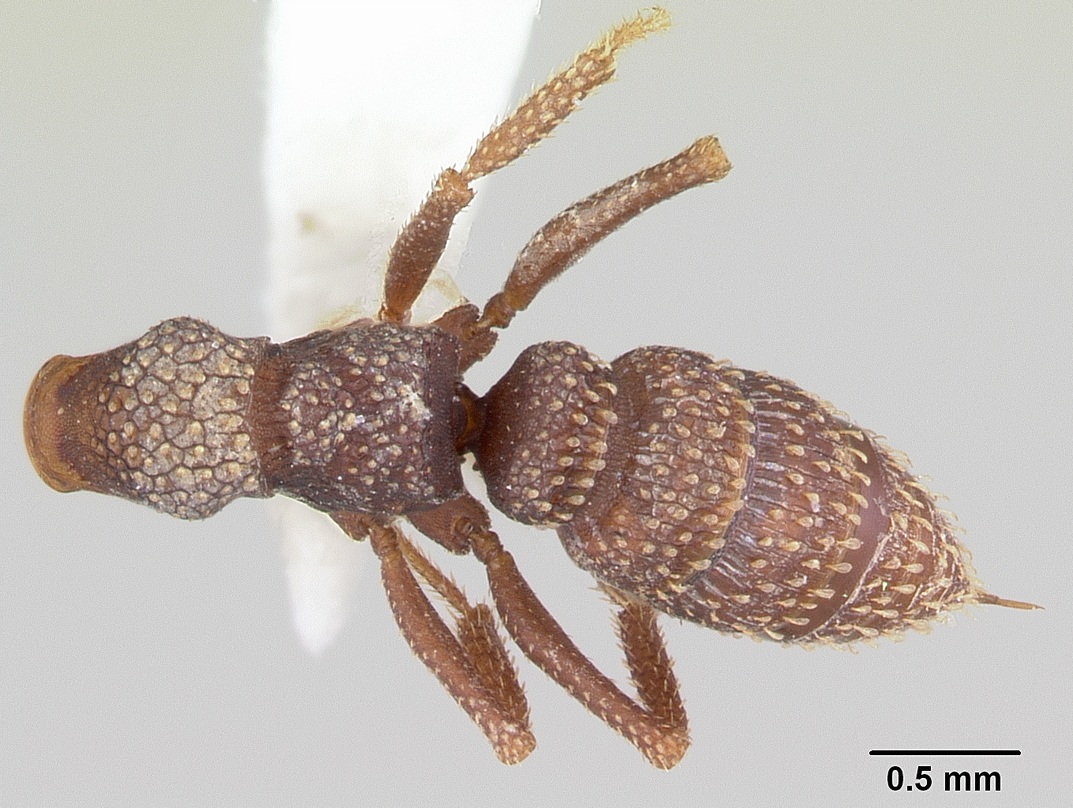
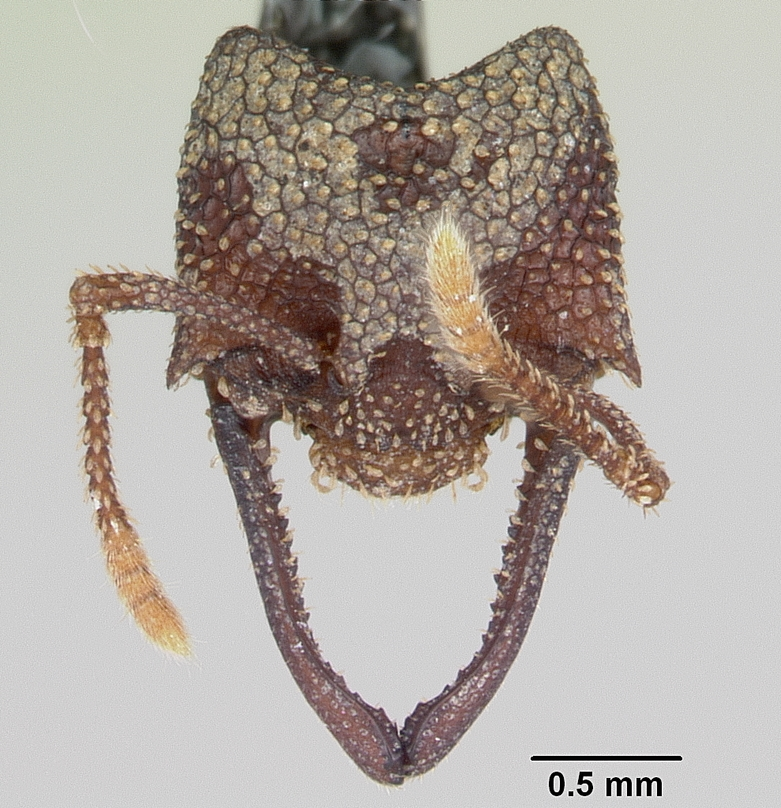
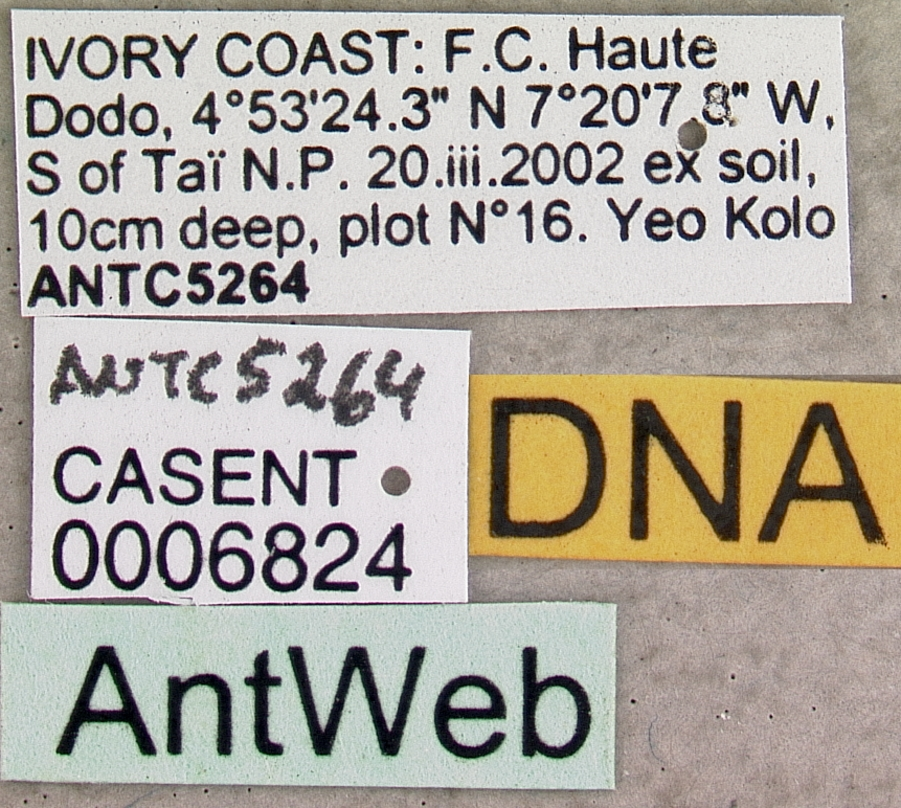
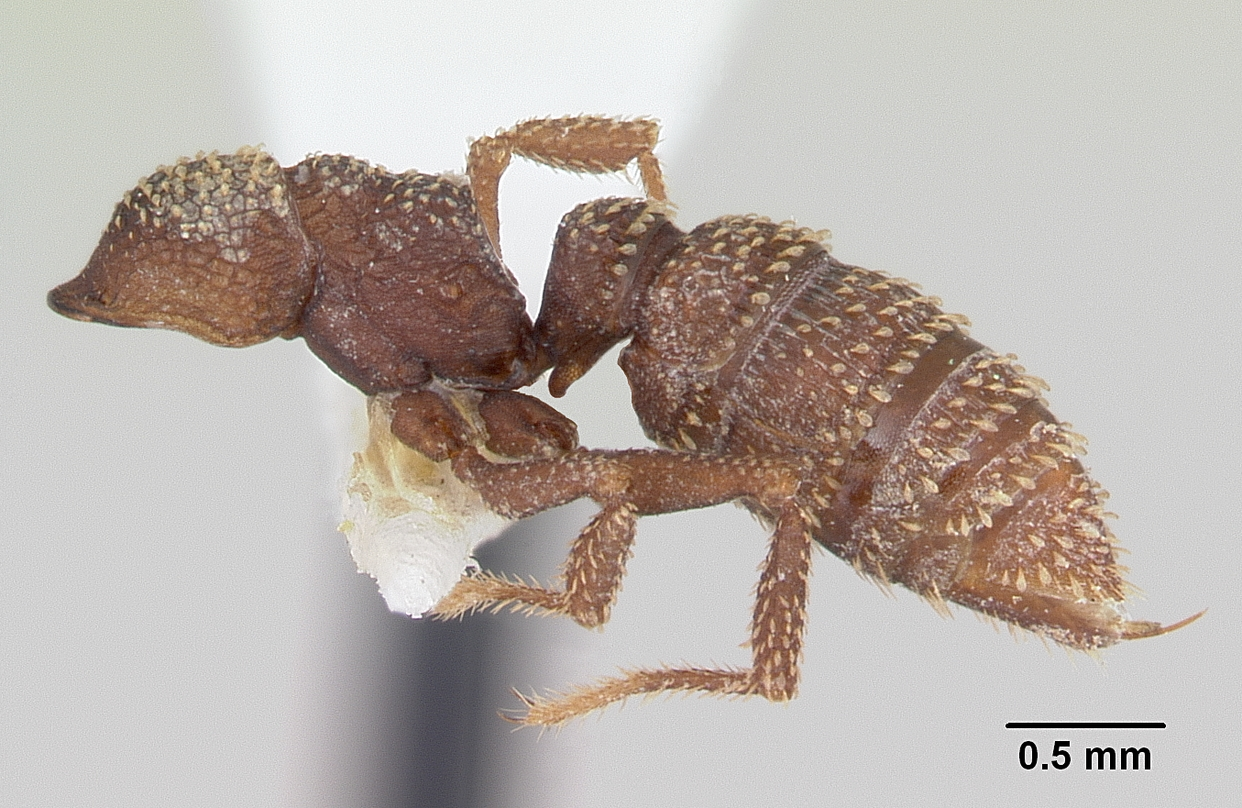
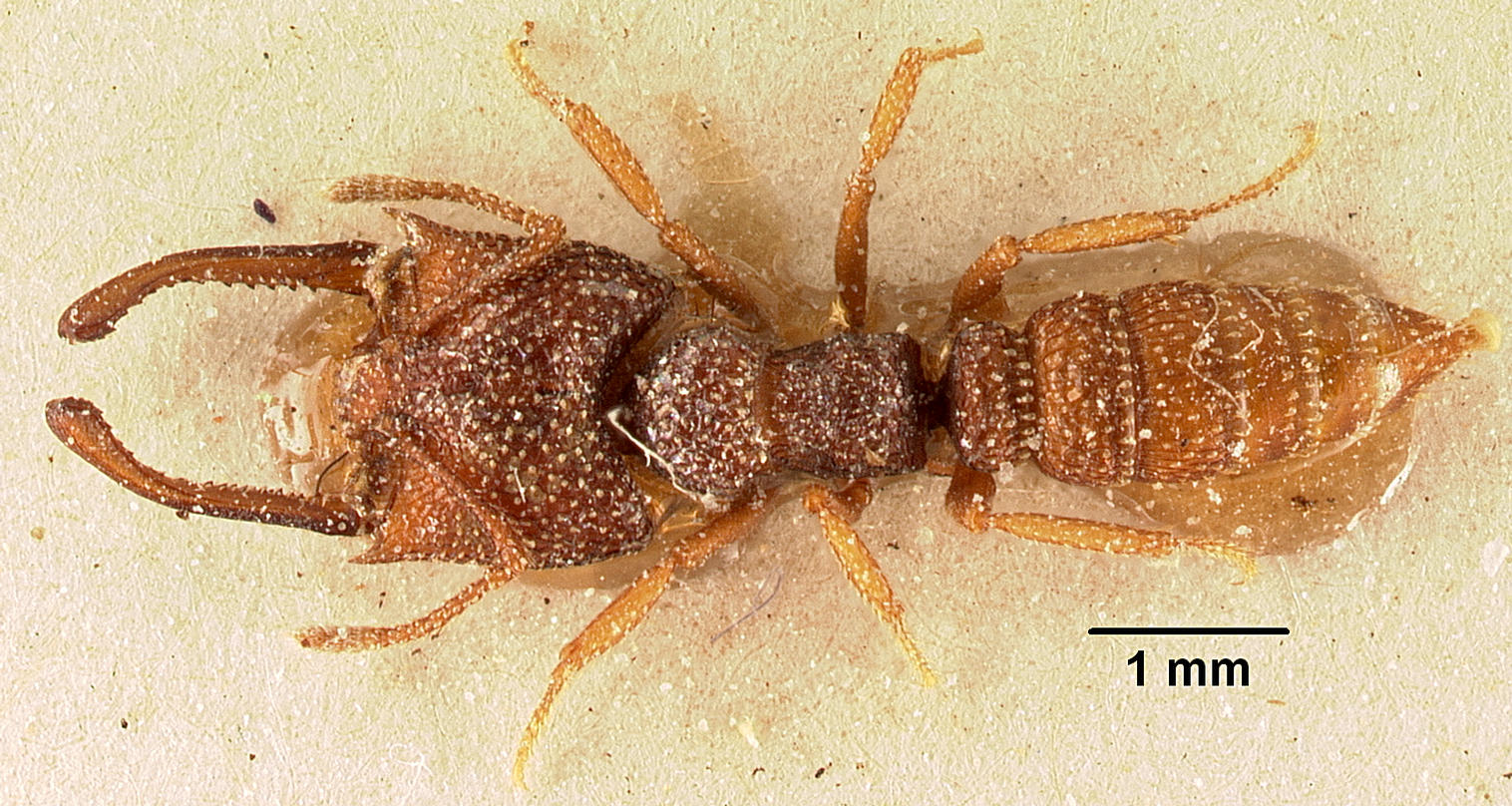
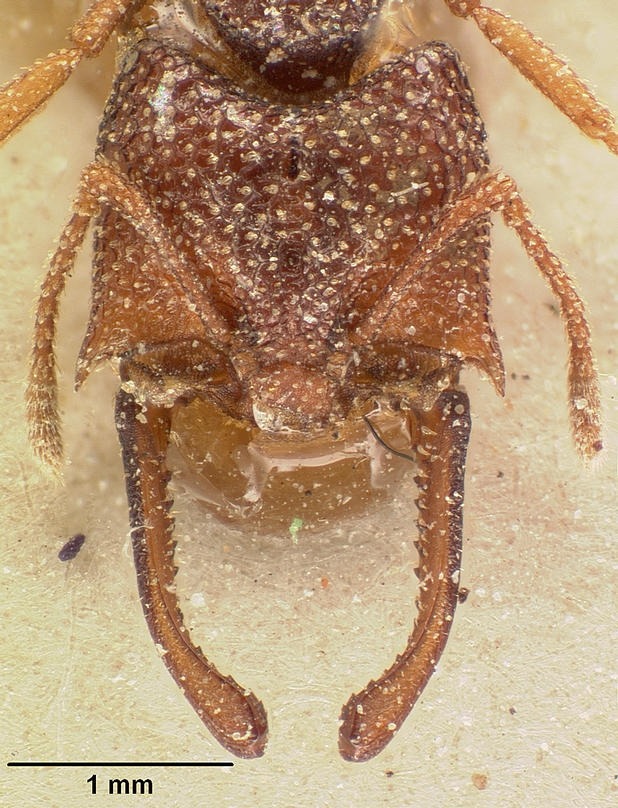